# Pitcairnia bicolor
Pitcairnia bicolor är en gräsväxtart som beskrevs av Lyman Bradford Smith och Robert William Read. Pitcairnia bicolor ingår i släktet Pitcairnia och familjen Bromeliaceae.
Artens utbredningsområde är Colombia. Inga underarter finns listade i Catalogue of Life.